# タロー (ギリシア神話)

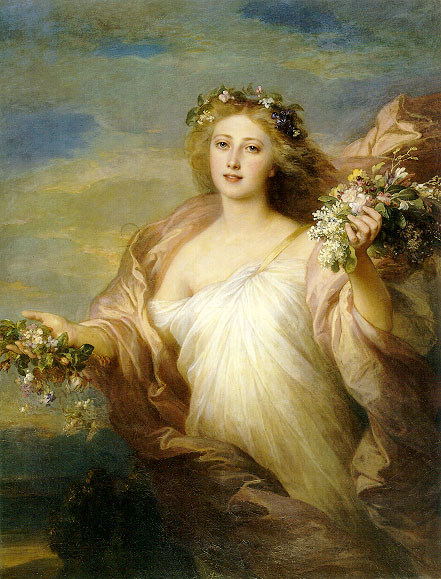
『春』（フランツ・ヴィンターハルター/画）

タロー（古希: Θαλλώ, Thallo）は、ギリシア神話に登場する女神である。季節の女神・ホーラーの一柱で春を司る。日本語では長母音記号を省略してタロとも表記される。
ゼウスとテミスの3柱の娘の1人で、植物の開花・芽生えを象徴する。アッティカ地方ではアウクソー、カルポーとともに3柱説のホーラーの1柱である。アテーナイで崇拝されたホーラーは春の女神・タローと秋の女神・カルポーの2柱の女神であり、夏至と冬至という2つの季節が神格化されており、タローは植物の「芽生え」を意味する。アテーナイにあるアグラウロスの神殿で若い競技者たちに崇められた。